# Palmovke
Palmovke ili palme (lat. Arecaceae, prije Palmae) predstavljaju biljnu porodicu jednosupnica (Monocotyledones), kojoj pripada oko 2800 vrsta, i jedini je predstavnik u redu palmolike (Arecales). Rastu samoniklo većinom u tropskim i suptropskim krajevima, a u ostalim područjima se kultiviraju kao ukrasne biljke. Sastoji se od pet potporodica
Palme su drvolike, često vrlo visoke biljke, koje na vrhu nerazgranjenog, stupastog debla nose čuperastu krošnju, sastavljenu od lepezastih ili perastih listova. Cvjetovi su većinom jednospolni, skupljeni su u metličaste cvatove, koji su u početku ovijeni velikim tulcima (spatha). Ocvijeće iz 6 listića većinom je zeleno, a samo rijetko živo obojeno. Cvijet sadržava ili jednu, nadraslu, trogradnu plodnicu ili po tri jednogradne s jednim sjemenim zametkom. Oprašivanje je anemogamno ili entomogamno. Plod je bobičasta ili orašasta koštunica.
Većina palmi raste u toplim tropskim i suptropskim područjima na zemlji (npr. palme roda Roystonea) iako postoje vrste, kao što je Rapidophillum hystrix, Nanorhops ritchiana i neke vrste stabala koje rastu u umjerenim područjima i mogu izdržati dosta niske temperature u odnosu na ostale palme (Rapidophyllum hystrix i do -25°C). Zbog svoje ljepote i dekorativnosti palme se često sade kao ukrasno drveće u parkove i vrtove na svim područjima s toplom klimom gdje mogu uspjevati. I na jadranskoj obali se mogu u parkovima i vrtovima vidjeti palme koje su posađene kao ukrasne biljke. U Hrvatskoj je uobičajena sadnja samo četiri vrste palmi: Phoenix canariensis (kanarska datulja), Trachycarpus fortunei (visoka žumara), Washingtonia filifera (končasta vašingtonija) i Chamaerops humilis (niska žumara, mediteranska lepezasta palma), iako na jadranskoj obali može rasti čak više od sto vrsta palmi. Palme se po izgledu dijele na peraste i lepezaste. Općenito su lepezaste palme otpornije na hladnoću.

## Potporodice
- Arecoideae Burnett
- Calamoideae Beilschmied
- Ceroxyloideae Drude
- Coryphoideae Burnett
- Nypoideae Griffith

## Popis palmi koje mogu uspijevati na jadranskoj obali
Acrocomiadae:
- Acrocomia totai
- Acrocomia aculeta

Acoelorrhaphaeae:
- Acoelorrhaphe wrightii

Allagopteraeae:
- Allagoptera arenaria
- Allagoptera campestris

Archontophoenixae:
- Archontophoenix alexandrae
- Archontophoenix Illawara
- Archontophoenix cuninghamiana

Arecae:
- Areca triandra

Arengaeae:
- Arenga engleri
- Arenga micrantha
- Arenga obtusiofloia

Attaleae:
- Attalea cohune
- Attalea speciosa

Beccariophoenixae:
- Beccariophoenix madagascariensis

Bismarckiae:
- Bismarckia nobilis

Borassusae:
- Borassus aethiopium
- Borassus flabellifer

Braheae:
- Brahea armata
- Brahea berlandieri
- Brahea brandegeei
- Brahea decumbens
- Brahea dulcis
- Brahea edulis
- Brahea moorei
- Brahea nari
- Brahea nitida

Butiae:
- Butia bonnetti
- Butia capitata
- Butia eriospatha
- Butia paraguayensis
- Butia yatay

Calamusae:
- Calamus inermis

Castrococusae:
- Castrococus crispa

Caryotae:
- Caryota gigas
- Caryota maxima "Himalaya"
- Caryota mitis
- Caryota obtusa
- Caryota ochlandra
- Caryota urens

Ceroxylonae:
- Ceroxylon alpinum
- Ceroxylon parvifrons
- Ceroxylon quindiuense

Chaemadoreae:
- Chamaedorea cataractarum
- Chamaedorea costaricana
- Chamaedorea elegans
- Chamaedorea ernesti-augustii
- Chamaedorea klotzschiana
- Chamaedorea mettalica
- Chamaedorea microspadix
- Chamaedorea plumosa
- Chamaedorea radicalis
- Chamaedorea seifrizii
- Chamaedorea stolonifera

Chameropsae:
- Chamaerops humilis
- Chamaerops humilis var."cerifera

Coccothrinaxae:
- Coccothrinax barbadensis

Coperniciae:
- Copernicia alba

Coryphae:
- Corypha lecomtei
- Corypha umbraculifera

Dypsisae:
- Dypsis ambositrae
- Dypsis baronii
- Dypsis crinata
- Dypsis decaryi
- Dypsis decipiens
- Dypsis heteromorpha
- Dypsis oropedionis

Euterpeae:
- Euterpe edulis

Guihaiae:
- Guihaia argyrata

Howea:
- Howea forsteriana
- Howea belmoreana

Hyphaeneae:
- Hyphaene petersiana

Juaniae:
- Juania australis

Jubaea:
- Jubaea chilensis

Laccospadixae:
- Laccospadix australasica

Lataniae:
- Latania lontaroides

Liculae:
- Licula peltata var. Sumawongii

Linospadixae:
- Linospadix monostachya

Livistonae:
- Livistona australis
- Livistona drudei
- Livistona chinensis
- Livistona decipiens
- Livistona jenkinsiana
- Livistona mariae
- Livistona muellerii
- Livistona saribus

Lytocaryumae:
- Litocaryum hoehnei
- Litocaryum weddellianum

Nannorrhopsae:
- Nannorrhops ritchieana

Parajubaeae:
- Parajubaea cocoides
- Parajubaea torallyi var. microcarpa
- Parajubaea torallyi var. torallyi

Phoenixae:
- Phoenix acaulis
- Phoenix canariensis
- Phoenix dactylifera
- Phoenix dactylifera var. Medjool
- Phoenix loureiri var. humilis
- Phoenix hanceana loureiroi var. loureiroi
- Phoenix pusilla
- Phoenix reclinata
- Phoenix roebelinii
- Phoenix rupicola
- Phoenix sylvestris
- Phoenix theophrastii

Pritchardie:
- Pritchardia affinis
- Pritchardia beccariana
- Prichardia koalae
- Pritchardia martii
- Pritchardia minor
- Pritchardia remota
- Pritchardia schatteur

Raveneae:
- Ravenea glauca

Rhaphidophillumae
- Rhapidophyllum hystrix

Rhapisae:
- Rhapis excelsa
- Rhapis humilis
- Rhapis multifida

Rhopalostylisae:
- Rhopalostylis baueri
- Rhopalostylis sapida

Sabalae:
- Sabal bermudana
- Sabal causarium
- Sabal domingensis
- Sabal etonia
- Sabal havanensis
- Sabal mautiformis
- Sabal mexicana
- Sabal minor
- Sabal palmeto
- Sabal "Riverside
- Sabal rosei
- Sabal uresana
- Sabal x texensis
- Sabal yapa

Serenoae:
- Serenoa repens

Syagrusae:
- Syagrus comosa
- Syagrus coronata
- Syagrus quinquefaria
- Syagrus romanzoffiana

Trachycarpusae:
- Trachycarpus fortunei
- Trachycarpus latisectus
- Trachycarpus martianus var. khasia hills
- Trachycarpus var. nepal
- Trachycarpus nanus
- Trachycarpus oreophilus
- Trachycarpus princeps
- Trachycarpus sp. Naga Hills (Manipur)
- Trachycarpus takil
- Trachycarpus wagnerianus

Thrinaxae:
- Thrinax morsii
- Thrinax parviflora

Trithrinaxae:
- Trithrinax acanthocoma
- Trithrinax brasiliensis
- Trithrinax campestris
- Trithrinax schizophylla

Wallichia:
- Wallichia caryotoides

Washingtoniae:
- Washingtonia filifera
- Washingtonia robusta

## Vanjske poveznice
- Palmpedia